# NGC 6189
NGC 6189 је спирална галаксија у сазвежђу Змај која се налази на NGC листи објеката дубоког неба.
Деклинација објекта је + 59° 37' 36" а ректасцензија 16h 31m 40,7s. Привидна величина (магнитуда) објекта NGC 6189 износи 12,6 а фотографска магнитуда 13,3. NGC 6189 је још познат и под ознакама NGC 6191, UGC 10442, MCG 10-23-81, IRAS 16307+5944, CGCG 299-3, CGCG 298-43, PGC 58440.